# ستيفن كاري (ممثل)
ستيفن كاري (بالإنجليزية: Stephen Curry)‏ هو ممثل أسترالي، ولد في 1976 في أستراليا.
ممثل افلام و ممثل تليفزيوني

## وصلات خارجية
- ستيفن كاري على موقع IMDb (الإنجليزية)
- ستيفن كاري على موقع قاعدة بيانات الفيلم (الإنجليزية)